# Гусянь
Гуся́нь (кит. упр. 古县, пиньинь Gǔ xiàn) — уезд городского округа Линьфэнь провинции Шаньси (КНР).

## История
Уезд был создан в 1971 году из 7 волостей уезда Аньцзэ и 3 волостей уезда Фушань, и вошёл в состав округа Линьфэнь (临汾地区).
В 2000 году постановлением Госсовета КНР округ Линьфэнь был преобразован в городской округ Линьфэнь.

## Административное деление
Уезд делится на 4 посёлка и 3 волости.